# Phyllomacromia pallidinervis
Phyllomacromia pallidinervis é uma espécie de libelinha da família Corduliidae.
Pode ser encontrada nos seguintes países: Etiópia, Quénia e Somália.
Os seus habitats naturais são: matagal árido tropical ou subtropical, matagal húmido tropical ou subtropical e rios.
Está ameaçada por perda de habitat.